# Ricardo Vinós Santos
Ricardo Vinós Santos (Vitoria, Álava, 25 de junio de 1888 - Ciudad de México, 24 de agosto de 1957) fue un matemático español.

## Biografía
Desde joven se traslada a Madrid para realizar sus estudios del bachillerato y cursar la carrera de Matemáticas y Ciencias Exactas donde obtiene su doctorado en Matemática. Por medio de la JAE Obtiene una pensión durante el curso 25-26 para estudiar en Italia geometría algebraica con Castelnuovo, Severi y Enquires. El curso 26-27 obtiene otra pensión para ir ha Francia a College de France a estudiar con Hadamard y Lebesgue
Vuelve a España y logra su primera cátedra en Logroño. Luego gana por oposición la de Madrid. Fundó y dirigió la Escuela de Orientación Profesional de Madrid hasta 1939. Escribió algunos artículos en la Revista Matemática Hispano-Americana. Al servicio de la República fue Vocal del Consejo de Cultura y Presidente de la Junta Central de Formación Profesional. En 1936 fue Vicepresidente de la Junta de Reorganización de Segunda Enseñanza y Enseñanza Profesional de Grado Medio en España y Director de la Escuela de Altos Estudios Mercantiles de Barcelona entre 1936 y 1939. Vocal en 1936 en la Sociedad Matemática Española. 
Con el exilio republicano tras la Guerra Civil, formó parte de la expedición que marchó a la frontera francesa junto a los Machado, Corpus Barga, Tomás Navarro Tomás y otros. En París fue vocal de la Junta de Cultura Española constituida en 1939. Llegó a México, donde fundó con Lorenzo Alcaraz en 1940 y dirigió la Academia Hispano-Mexicana, donde destacó por su enorme entrega pedagógica:

Era una persona muy rígida, muy buen maestro y ejemplo de hombre trabajador. Vinós tenía diez grupos de 40 alumnos cada uno y todos los días dejaba tarea, así que diariamente corregía 400 tareas. Él decía -años después- que era muy fácil, pero yo me acuerdo que las leía todas porque nos corregía hasta los acentos. Vivía enfrente de la Academia así que sólo cruzaba a su casa para ir a dorrnir.
Entrevista con su discípulo Ángel Prieto, 14 de marzo de 2001

Era un centro de Enseñanza Secundaria y Preparatoria, Ingeniería en sus diversas ramas y Arquitectura. Ricardo Vinós es padre del fotógrafo del mismo nombre.